# Markus Nüssli
Markus Nüssli (9 de julio de 1971) es un deportista suizo que compitió en bobsleigh en la modalidad cuádruple. 
Participó en los Juegos Olímpicos de Nagano 1998, obteniendo una medalla de plata en la prueba cuádruple (junto con Marcel Rohner, Markus Wasser y Beat Seitz).
Ganó una medalla de plata en el Campeonato Mundial de Bobsleigh de 1999 y dos medallas de plata en el Campeonato Europeo de Bobsleigh, en los años 1997 y 1999.

## Palmarés internacional
| Juegos Olímpicos   | Juegos Olímpicos           | Juegos Olímpicos | Juegos Olímpicos |
| Año                | Lugar                      | Medalla          | Prueba           |
| ------------------ | -------------------------- | ---------------- | ---------------- |
| 1998               | Nagano (Japón)             | Medalla de plata | Cuádruple        |
| Campeonato Mundial |                            |                  |                  |
| Año                | Lugar                      | Medalla          | Prueba           |
| 1999               | Cortina d'Ampezzo (Italia) | Medalla de plata | Cuádruple        |
| Campeonato Europeo |                            |                  |                  |
| Año                | Lugar                      | Medalla          | Prueba           |
| 1997               | Königssee (Alemania)       | Medalla de plata | Cuádruple        |
| 1999               | Winterberg (Alemania)      | Medalla de plata | Cuádruple        |